# Аксайская таможенная застава
Аксайская таможенная застава — земляное фортификационное сооружение, расположенное в городе Аксай Ростовской области, на территории бывшей донской дворянской усадьбы в устье балки Малый Лог. Крепость сооружена во второй половине XVIII века. Первоначально на её территории размещалась царская застава, затем таможенная. В настоящее время сооружение передано военно-историческому музею Аксая.

## История
Строительство крепости велось по типовым проектам редутов того времени. Перед началом работ были выкопаны открытые траншеи и пространства для казематов, потом они обкладывались кирпичом, таким образом возводились стены будущего укрепления. На стены ставились лаги и балки перекрытия, которые засыпались несколькими слоями тщательно утрамбованной и послойно высушенной глины, добытой на берегу реки Аксай. В перекрытиях были предусмотренными вентиляционные каналы. Толщина земляного перекрытия достигала 10 метров, что позволяло достичь высокой степени защиты от артиллерийских обстрелов.
Возведение Аксайской земляной крепости было завершено в 1763 году. В окончательном варианте она представляла собой холм размерами 15 на 10 метров. Комплекс относился к крепости Дмитрия Ростовского. В распоряжении защитников крепости находились 36 пушек-гаубиц, превосходивших любые корабельные пушки по дальности и количеству картечи. Несколько таких пушек представлены в экспозиции музея. В подземных казематах можно было разместить конный эскадрон.
На месте крепости в середине XVIII века находилась сначала царская, а потом таможенная застава и небольшое поселение Усть-Аксайск помимо гарнизона самой крепости. Военно-стратегическое значение Аксайской крепости заключалось в её географическом положении на перекрестке восьми торговых путей. В период русско-турецких войн на крепость была возложена задача обороны Азова, отошедшему России по Константинопольскому мирному договору в 1700 году.

### Реставрация

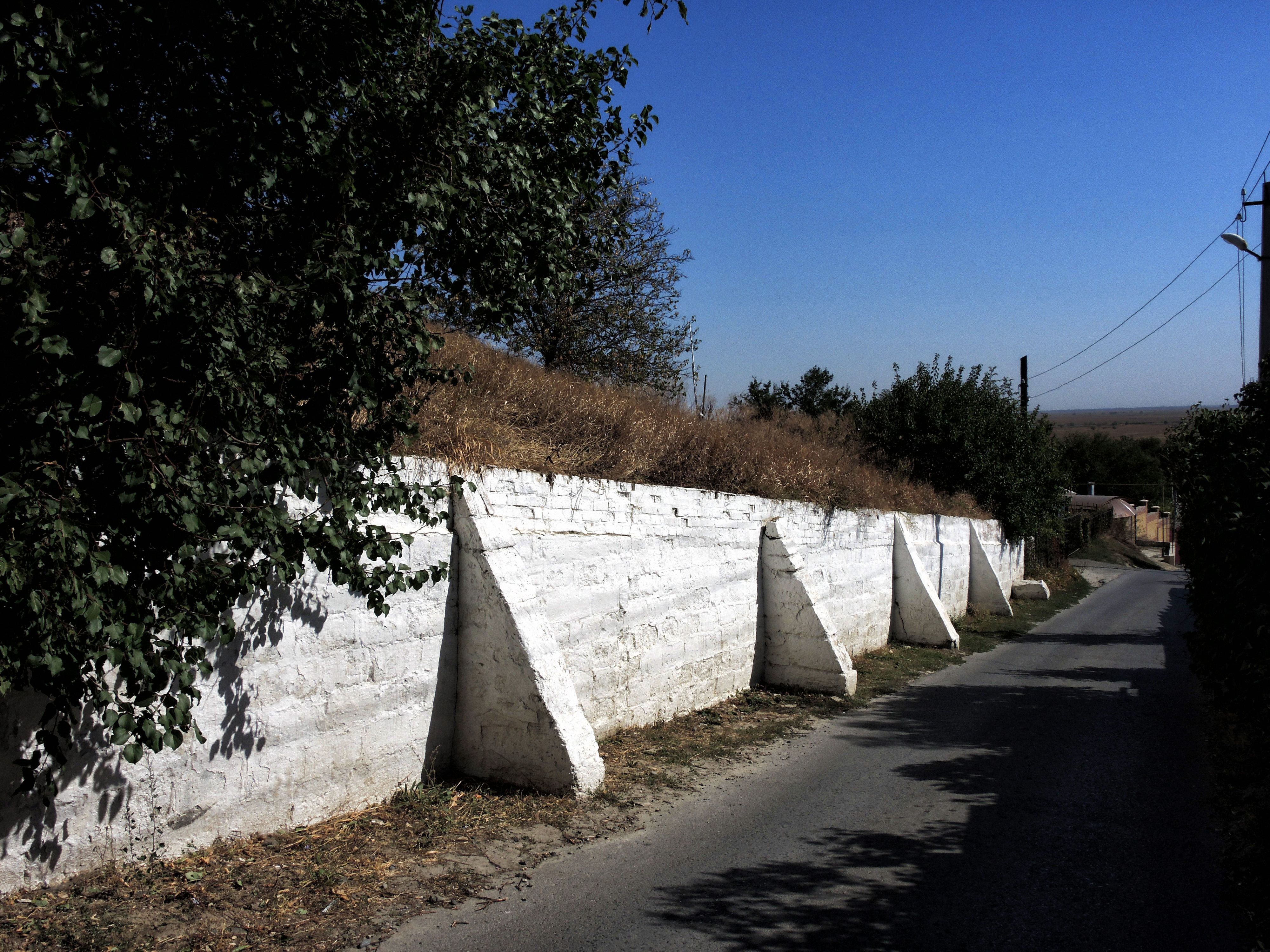
Участок стены

До 1941 года подземное сооружение на Таможенной заставе использовалось как овощехранилище. В годы Великой Отечественной войны подземелья служили бомбоубежищем. С 1948 года сооружения Таможенной заставы принадлежали Аксайскому консервному заводу и использовались им для хранения продукции. После строительства собственного складского помещения подземелье было заброшено, но неоднократно посещалось краеведами во главе с Гладченко В. Д.
В 1977 году на основе историко-архивных исследований Аксайский горисполком принял решение о постановке на государственный учет комплекса сооружений Таможенной заставы (решение № 106 от 5 мая 1977 г.). Официально этот объект именовался «Пороховой погреб XVIII века». 
Долгое время комплекс сооружений находился в аварийном состоянии и поэтому был закрыт для массового посещения. Только в 1981 году директор музея Гладченко В.Д. получил разрешение от местного исполкома на реставрацию Порохового погреба и дальнейшее его использование как объекта музейного показа. После этого начались работы по расчистке подземелий от мусора.
В конце 1985 г. районный отдел культуры поручил подготовить проект реставрации Аксайской таможенной заставы проектному институту СКФ «Спецпроектреставрация». Средства на проектные изыскания были выделены из бюджета областного управления культуры в 1985 году. Руководил работами по проекту Солнышкин Ю.И. В конце 1986 года эскиз проекта был готов. В нем предусматривались: консервация фундаментов утраченных наземных сооружений, воссоздание входа в подземелье, реставрация внутренних помещений подземелья с незначительным воссозданием элементов интерьера, благоустройство территории, сооружение автостоянки. Согласие на реставрацию было получено, однако финансирование реставрационных работ не велось. Лишь благодаря энтузиазму реставраторов работа по воссозданию Таможенной заставы началась в 1987 году. На объекте работали Гладченко В. Д., Запорожцев В. Б., Андрончик Н.Н., Степаненко О.В., Гевало А. И., Панченко И. В., Гасанов А.С., Юрий и Виталий Барабанщиковы, Осыкин А. Ю., Загайнова О.Н. и другие. По словам самих реставраторов, работы велись в нечеловеческих условиях. Воду носили из колодца, который располагался ниже по улице Грушевской, камни просили у соседей, собирали вдоль дорог и в балке.
Отдел культуры Аксайского райисполкома еще в конце 1986 году обратился к Ростовской специализированной научно-производственной реставрационной мастерской с просьбой включить в план на 1987 год  ремонтно-реставрационные работы по Аксайской таможенной заставе. Для этих целей было выделено 30 тыс. рублей из областного бюджета. Но у реставрационных мастерских не было возможности начать работы в ближайшее время.
В связи с этим в сентябре 1985 году был составлен акт технического состояния памятника, где описано неудовлетворительное общее состояние Таможенной заставы, а также описаны последствия частичного обвала свода памятника. Основные работы по реставрации пришлись на 1987-1989 гг. К 1991 году из 84 тыс. рублей необходимых по смете на реставрацию работ было освоено 52 тыс. рублей.
Официальное открытие музейного комплекса «Таможенная застава» состоялось в сентябре 1991 года.

## Экспозиция

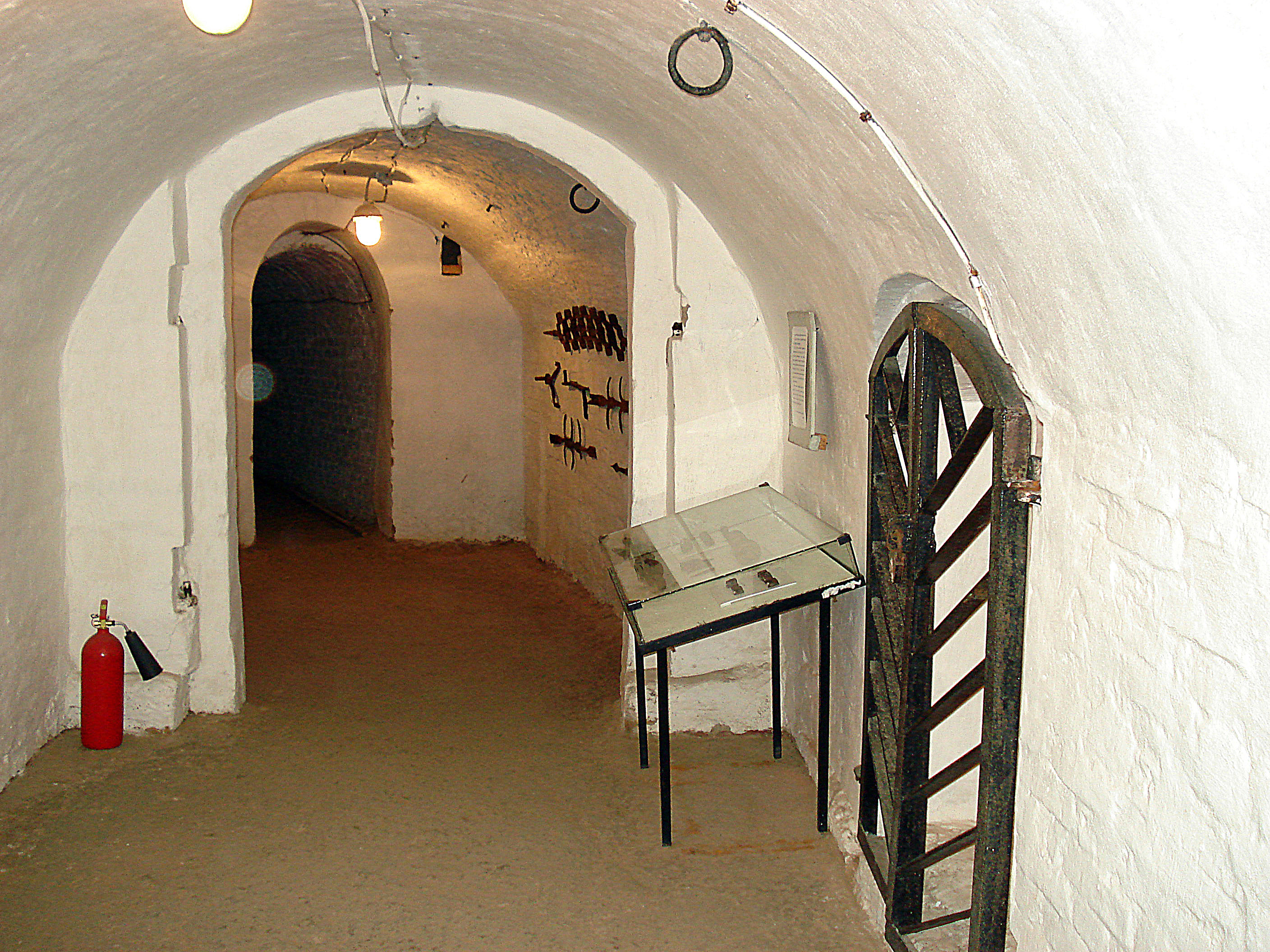
Выставочный зал

На территории таможенной заставы действует две постоянные выставки: экспозиция «Таможенная служба на Дону в XVIII века», расположенная в подземных помещениях каменного погреба и примыкающем к нему здании, относившихся к усадьбе донских дворян Бобриковых и Леоновых, а также «Музей природы» под открытым небом, где сохранилась нетронутая степная растительность, многие виды которой занесены в Красную книгу России. Здесь же находится выставка сельскохозяйственных орудий производства первой половины XX века.
Основная экспозиция находится в подземных каменных помещениях площадью около 350 м². В музее представлено холодное и огнестрельное оружие, предметы быта таможенников и инструменты таможенной службы, рукописные документы. Экспозиции комплекса рассказывают об истории таможенной службы на Дону и в станице Аксайской, а также об истории, природе и экологии этого места.